# Norský cestovní pas

Norský cestovní pas (norsky: norsk pass, sámsky: norgga pássa) je doklad vydávaný státním příslušníkům Norska za účelem mezinárodního cestování. Kromě toho, že slouží jako doklad o norském občanství, usnadňuje proces zajištění pomoci ze strany norských konzulárních úředníků v zahraničí (nebo veřejných činitelů v misi jiné severské země v případě nepřítomnosti norského konzulárního úředníka).
Cestovní pas spolu s místním občanským průkazem umožňuje svobodu pohybu v kterémkoli ze států Evropského sdružení volného obchodu a Evropského hospodářského prostoru. Je tomu tak proto, že Norsko je členským státem ESVO a na základě toho je také členem EHP a součástí Schengenského prostoru. Pro cestování v rámci severských zemí není pro severské občany ze zákona vyžadován žádný doklad totožnosti kvůli Severské pasové unii.

## Vízové požadavky

Vízové požadavky norských občanů
Norsko
Svoboda pohybu
Vízum není třeba
Vízum při příjezdu
eVisa
Vízum dostupné při příjezdu i online
Vízum nutné předem